# Bistrica ob Sotli
Bistrica ob Sotli (in tedesco Sankt Peter bei Königsberg) è l'insediamento capoluogo del comune di Bistrica ob Sotli, ha una popolazione di 240 abitanti. Il paese è immerso in una regione di boschi, lungo il fiume Sotla che dà il nome al piccolo abitato. Nei pressi del villaggio, su una altura boscosa lungo la riva del fiume Sotla, si trovano le Svete Gore (lett. Montagne Sacre), un complesso di antica origine legato al culto mariano. Vi sono cinque edifici religiosi (San Giorgio del IX-X secolo, San Martino, San Fabiano e Sebastiano del XV secolo, Natività di Maria del XVII secolo, Madonna di Lourdes del 1893) costruiti in tempi diversi, meta costante di pellegrinaggi, menzionati già nel 1265.